# Pieter Feitsma
Pieter Feitsma (Nes, 7 september 1895 – Apeldoorn, 10 maart 1969) was een Nederlands politicus van de PvdA.
Hij werd geboren in de Friese gemeente Westdongeradeel als zoon van Durk Feitsma (1860-1938; landbouwer) en Riemke Wiersma(1860-1943). Hij ging naar de hbs in Leeuwarden en was directeur van een verwarmingsinstallatiefabriek, maar is ook assuradeur en wethouder geweest. Feitsma was reserve-kapitein voor hij in 1948 benoemd werd tot burgemeester van Reeuwijk. Vanaf 1952 was hij tevens waarnemend burgemeester van de gemeenten Hekendorp, Papekop en Lange Ruige Weide. Vervolgens was hij van 1955 tot zijn pensionering in 1960 de burgemeester van Sliedrecht. Hij overleed in 1969 op 73-jarige leeftijd.